# Рашид Мередов
Рашид Овезгельдійович Мередов (туркм. Raşit Öwezgeldiýewiç Meredow; нар. 1960, Ашхабад) — туркменський політик, міністр закордонних справ Туркменістану (з 2001), перший заступник Голови Кабінету Міністрів Туркменістану (2003).
Колишній директор Національного інституту демократії та прав людини при президенті Туркменії, голова парламентського комітету з економічних питань та головою Меджлісу (парламенту Туркменії), але після критики президентом Сапармуратом Ніязовим знято з цих посад за «недостатню старанність і недостатню прихильність до принципів у вирішенні поставлених завдань».
Кандидат юридичних наук.
В даний час вважається одним з найбільш впливових політиків Туркменістану.

## Біографія
Народився в сім'ї юриста. Мати — за національністю азербайджанка. У 1982 році закінчив юридичний факультет Московського державного університету імені Ломоносова, в 1982–1984 роках — викладач кафедри цивільного права та цивільного процесу Туркменського державного університету ім. А. М. Горького. У 1987 році закінчив аспірантуру МДУ, захистив дисертацію на здобуття наукового ступеня кандидата юридичних наук. У 1982–1987 роках викладав цивільне право в МГУ. У 1987–1990 — викладач, старший викладач кафедри цивільного права та цивільного процесу Туркменського державного університету ім. А. М. Горького.
У 1990–1991 роки — головний консультант, начальник відділу, начальник управління Міністерства юстиції Туркменістану. З 1991 року працював у Міністерстві закордонних справ і апараті туркменського президента.
У 1991–1993 — завідувач відділом правоохоронних органів Ради з координації діяльності правоохоронних органів при Президентові Туркменістану. У 1993–1994 — завідувач юридичним відділом Апарату Президента Туркменістану.
У 1994 році був обраний до Меджлісу (парламент Туркменістану). У 1996–1999 роках працював заступником директора Національного інституту демократії і прав людини при президентові Туркменістану — провідної урядової експертної організації. У травні 1999 року призначений першим заступником міністра закордонних справ. Одночасно в 1996 р. пройшов короткі курси в Дипломатичної академії РФ.
У травні — липні 2001 року — голова Меджлісу. З липня 2001 — міністр закордонних справ Туркменістану. З лютого 2003 одночасно — віце-прем'єр. У березні 2005 року Мередов підданий критиці з боку президента Ніязова.
Після смерті президента Ніязова Мередов зайняв ключову посаду в уряді — віце-прем'єра (посаду прем'єра за сумісництвом займає президент Гурбангули Бердимухамедов).

### Роль у конфлікті Туркменії з Білорусією
Мередов виступав головним гарантом з туркменської сторони спільного з Білорусією проекту з будівництва Гарлицького гірничо-збагачувального комбінату. Проект завершився конфліктом та позовом Білдержхімпрому до Стокгольмського арбітражу. Борги туркменської сторони перед білоруським підрядником за фактично виконані роботи оцінюють у $200 млн. Як головний куратор та гарант проекту в уряді Туркменістану, Рашид Мередов приймав рішення оплачувати чи не оплачувати роботу білорусів.
Туркменська сторона відмовилася виконувати фінансові зобов'язання за контрактом перед Білгорхімпромом практично від початку будівництва: сума боргу на червень 2018 року становила за попередніми підрахунками $52 млн, на момент подання позовної заяви до суду — близько $200 млн. Після введення 31 березня 2017 року Гарлицького ГЗК в експлуатацію, туркменська сторона на серпень 2019 року продовжувала утримувати техніку білоруських будівельників вартістю близько $7 млн. Письмові гарантії туркменської сторони виплатити підряднику також $3 млн, витрачені на урочисте відкриття ГЗК, було проігноровано. Рашид Мередов продовжував обіцяти вирішити це питання, але проблема непроплат зростала.
У травні 2018 року в односторонньому порядку туркменська сторона розірвала контракт з Белгорхімпромом, який після запуску ГЗК мав усунути недоліки і до 2020 року гарантійно підтримувати його вихід на повну виробничу потужність. Анулювання контракту зупинило навчання туркменських фахівців у білоруських навчальних закладах та практику на Бєларуськалій.
Таке рішення влади в особі Мередова розірвати контрактні відносини з білоруським генпідрядником призвело до того, що ГЗК зіткнувся з нестачею кваліфікованих кадрів і не може вийти на планові потужності видобутку руди та виробництва добрив.

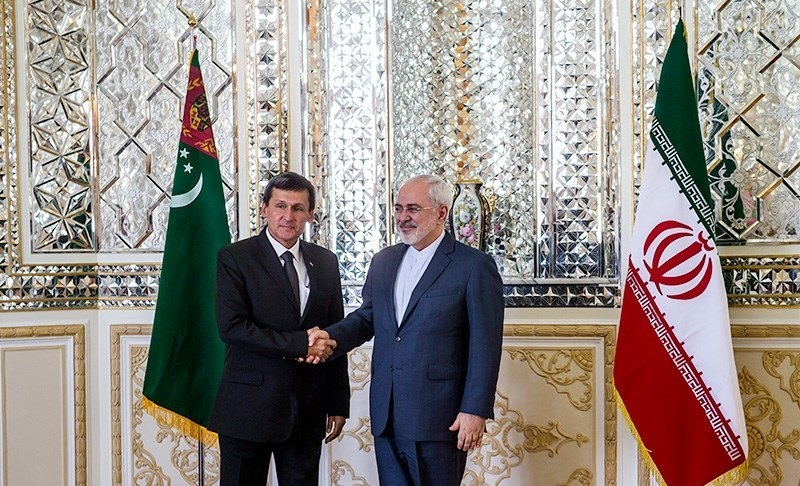
Рашид Мередов та Мохаммад Джавад Заріф.
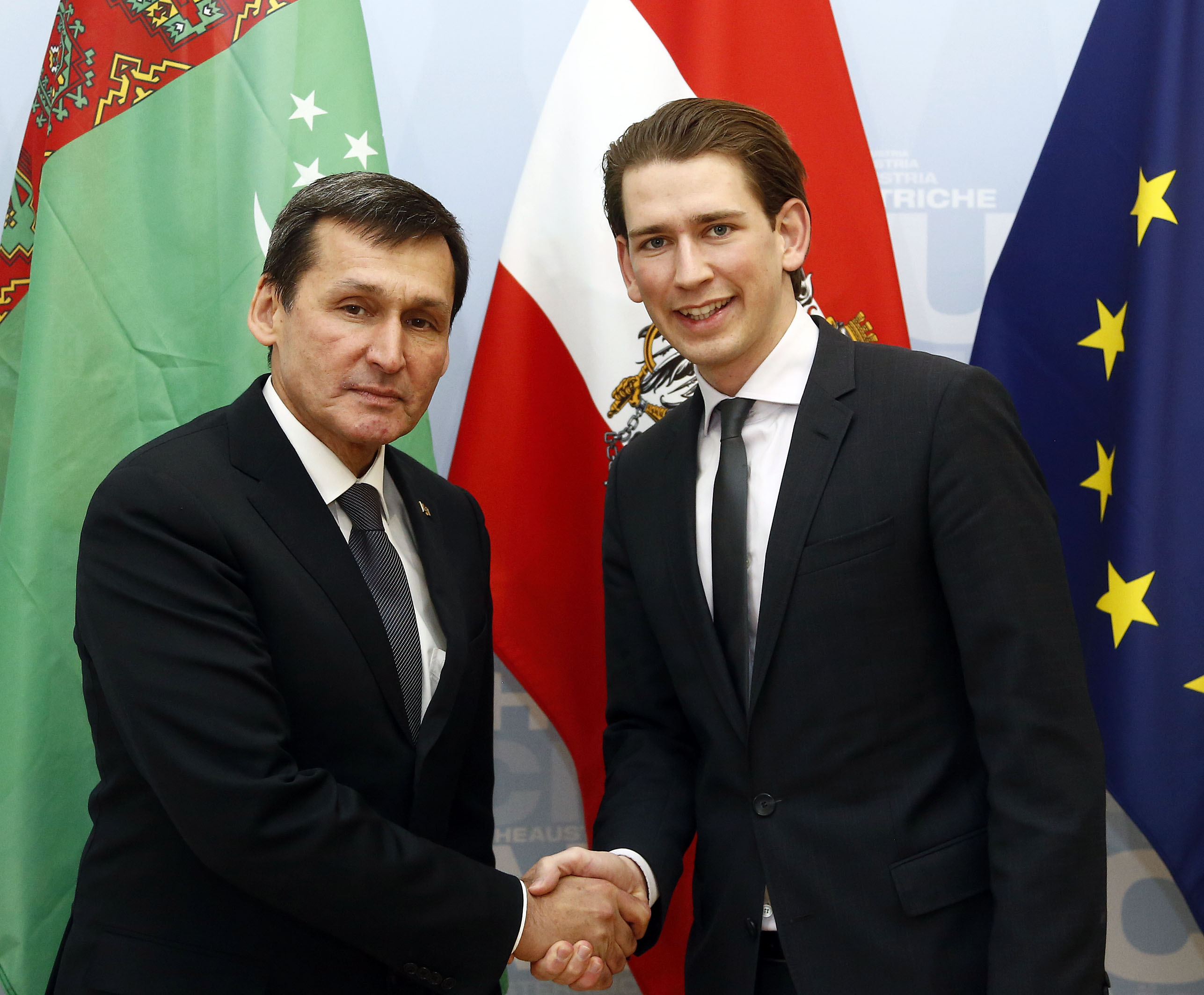
Рашид Мередов та Себастьян Курц

## Нагороди
- Орден «Гарашизлик»
- Орден президента Туркменістану «Бітараплик»
- Орден «Галкиниш»
- Орден «Алтин Асир» (III ступеню)
- Орден «Дустлік» (серпень 2022 року, Узбекистан) — за великий особистий внесок у розвиток відносин стратегічного партнерства та багатопланового співробітництва, зміцнення зв'язків багатовікової дружби та добросусідства між Республікою Узбекистан та Туркменістаном[6]

- Медаль "20 років Незалежності Туркменістану"[7]
- Медаль «Гайрат»
- Медаль «За любов до Вітчизни»